# 西沢権一郎

西沢権一郎像（長野県長野市若里公園）

西沢 権一郎（西澤 權一郎、にしざわ ごんいちろう、1906年12月5日 - 1980年12月31日）は、日本の官僚、政治家。元長野県知事（6期）。随筆家としても知られていて、多くの著作物がある。

## 経歴
明治39年（1906年）12月5日、長野県上水内郡南小川村（現：小川村）の養蚕業の西澤家に生まれる。南小川尋常高等小学校（現：小川村立小川小学校）、長野県上水内郡西部農学校（現：長野県長野西高等学校中条校）を経て、昭和2年（1927年）に東京高等蚕糸学校（現：東京農工大学工学部）を卒業の後、蚕糸学校教諭となる。昭和8年（1933年）高等文官試験に合格し内務省に入省。その後長野県の上級役職を歴任。昭和30年（1955年）に長野県副知事に就任。昭和34年（1959年）林虎雄知事の辞任に伴う長野県知事選に立候補。初当選し2代目民選長野県知事に就任。前任者は日本社会党公認で立候補していたが特定の政党の公認を受けず日本共産党以外の県内各会派の推薦を受けて立候補。以降昭和54年（1979年）までこの方式をとって6期連続当選。「県会オール与党・トロイカ体制」を実現させた。この体制は県政運営という点ではうまく行っていたが政治停滞を招いたという批判もあり現在でも功罪という点で意見が分かれている。
昭和55年（1980年）4月15日に脳溢血で倒れ、同年の9月に病院から辞表を提出し辞任。12月31日に74歳で死去した。
任期中の昭和47年（1972年）にあさま山荘事件が発生しており、最前線の警察に大量の煙草と飴を差し入れている。
知事退任直後の昭和55年（1980年）10月に開局した、テレビ信州の開局にも尽力した。
長女の夫に自治官僚の小林實がいる。